# 羅斯47
羅斯47是一顆位於獵戶座光譜型M4的變星，距離地球18.8光年。